# 米津駅
米津駅（よねづえき）は、愛知県西尾市米津町仲之畑にある、名鉄西尾線の駅である。駅番号はGN07。

## 歴史
- 1926年（大正15年）7月1日 - 碧海電気鉄道線の開通に際して開業。
- 1962年（昭和37年）度 - 貨物営業廃止[2]。
- 1985年（昭和60年）2月16日 - 無人化[3]。
- 2007年（平成19年）11月14日 - トランパス導入。それに合わせて駅舎を改築し駅集中管理システムを導入。
- 2008年（平成20年）6月29日 - 特急の停車を取りやめ、快速急行停車駅に格下げ（現在は急行停車駅。同時に自動券売機でのミューチケットの発売も中止となる）。
- 2011年（平成23年）2月11日 - ICカード乗車券「manaca」供用開始。
- 2012年（平成24年）2月29日 - トランパス供用終了。

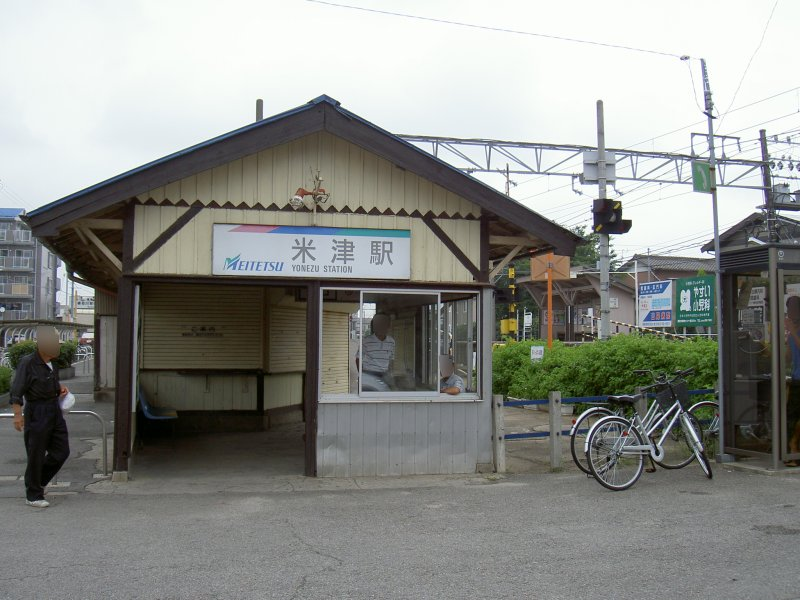
旧駅舎（2005年撮影）
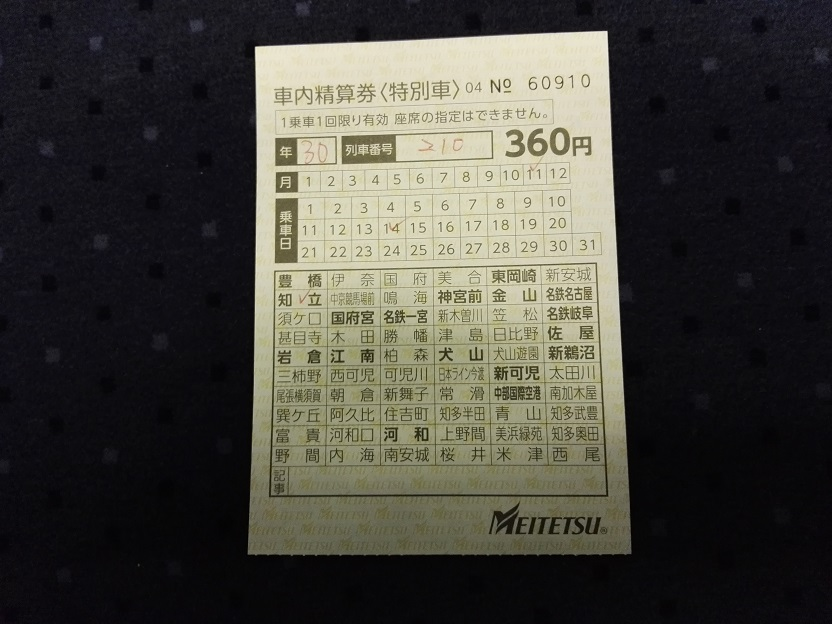
車内精算券〈特別車〉に残っていた米津駅の記載

## 駅構造
4両編成対応の相対式2面2線ホームの行違い可能な地上駅。駅舎は設けられているものの、駅集中管理システム（西尾駅管理）導入の無人駅となっている。上下ホーム側に各1箇所ずつ出入口が設けられている。構内踏切で2つのホームはつながっている。

### のりば
| 番線 | 路線      | 方向 | 行先                         |
| ---- | --------- | ---- | ---------------------------- |
| 1    | GN 西尾線 | 下り | 新安城・金山・名鉄名古屋方面 |
| 2    | GN 西尾線 | 上り | 西尾・吉良吉田方面           |

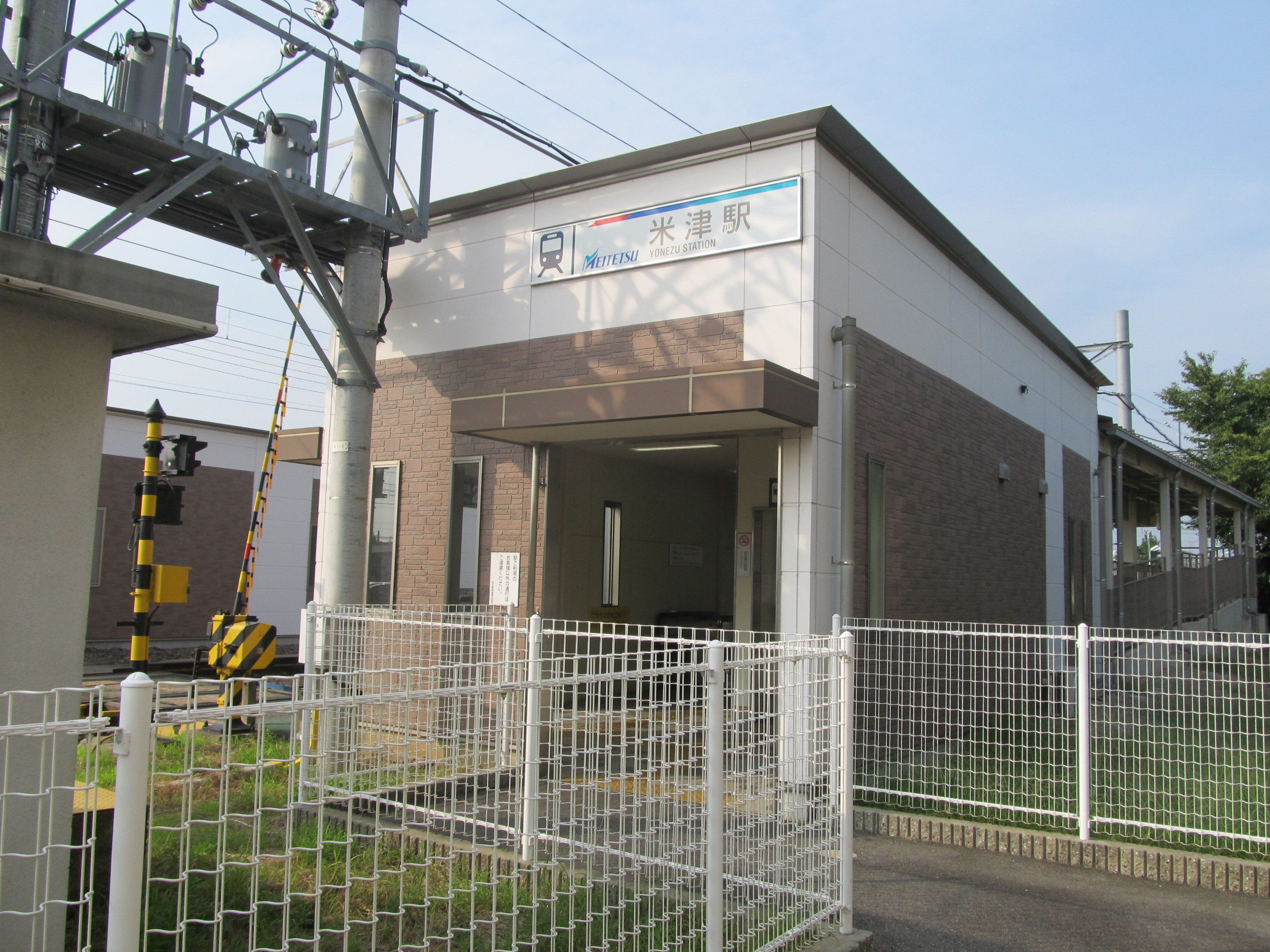
西尾方面の駅舎
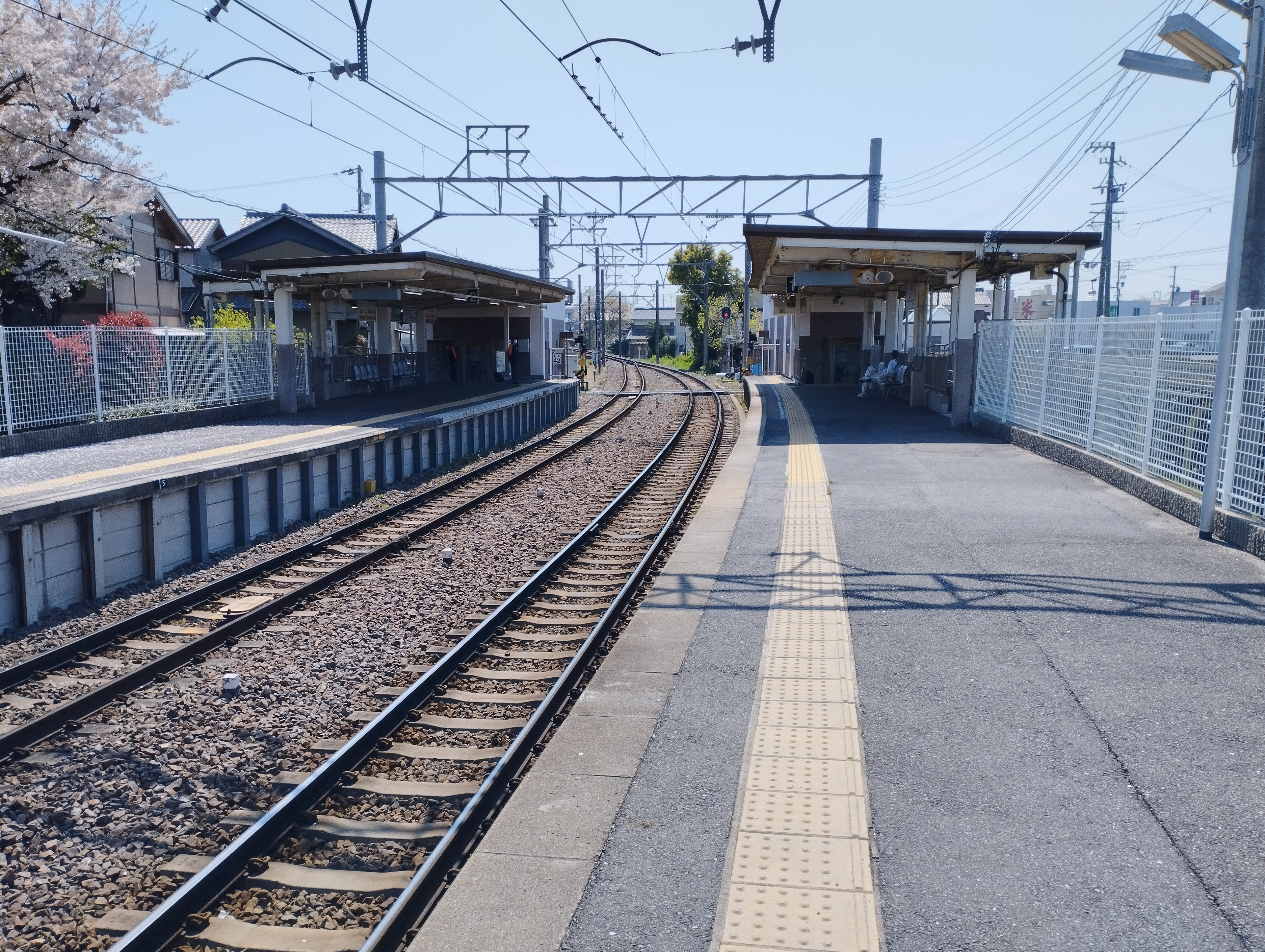
ホーム
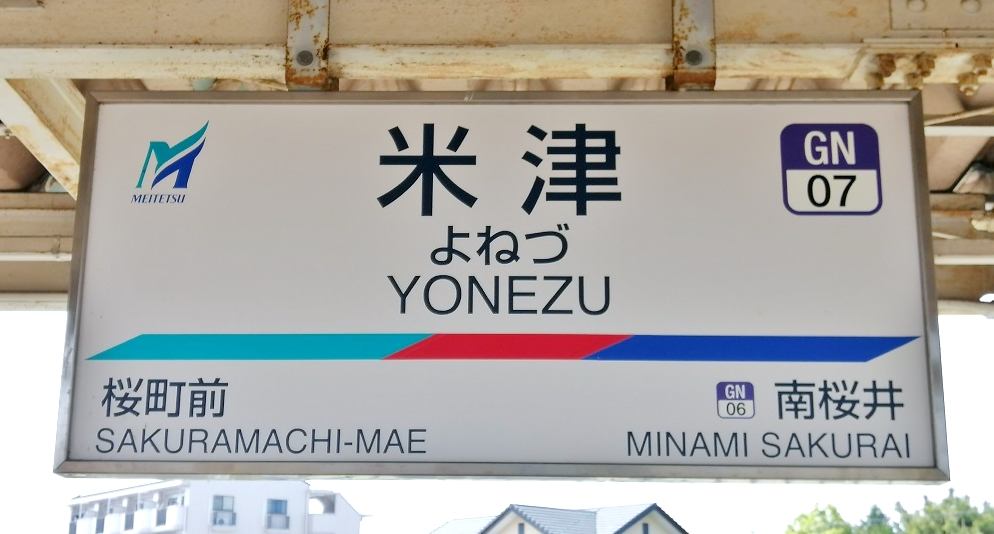
駅名標

### 配線図
| ← 新安城・ 名古屋方面 | 米津駅 構内配線略図 | → 西尾・ 吉良吉田方面 |
| 凡例 出典:            |                     |                       |

## 利用状況
- 「移動等円滑化取組報告書」によると、2020年度の1日平均乗降人員は1,500人である[7]。
- 『名鉄120年：近20年のあゆみ』によると2013年度当時の1日平均乗降人員は1,612人であり、この値は名鉄全駅（275駅）中189位、 西尾線・蒲郡線（23駅）中9位であった[8]。
- 『名古屋鉄道百年史』によると1992年度当時の1日平均乗降人員は1,471人であり、この値は岐阜市内線均一運賃区間内各駅（岐阜市内線・田神線・美濃町線徹明町駅 - 琴塚駅間）を除く名鉄全駅（342駅）中194位、 西尾線・蒲郡線（24駅）中9位であった[9]。
- 『愛知県統計年鑑』によると2010年度の1日平均乗車人員は741人[10]である。

近年の1日平均乗車人員は下表の通り。
| 年度   | 1日平均 乗車人員 |
| ------ | ---------------- |
| 2006年 | 612              |
| 2007年 | 680              |
| 2008年 | 761              |
| 2009年 | 706              |
| 2010年 | 741              |

## 駅周辺

### 主な施設
- 西尾市立米津小学校
- 西尾市立米津保育園
- JA西三河米中支店
- 西尾信用金庫米津支店
- 米津橋梁（矢作川）：当駅と同橋梁の間に33.3‰の当線最急勾配が存在する。
- 愛知県道12号豊田一色線
- 愛知県道44号岡崎西尾線

### バス路線
- 六万石くるりんバス

## 隣の駅
名古屋鉄道
GN 西尾線
■特急
通過
■急行・■普通
南桜井駅 (GN06)  - 米津駅 (GN07) - 桜町前駅 (GN08)